# Megalota
Megalota là một chi bướm đêm thuộc phân họ Olethreutinae, họ Tortricidae Tortricidae.

## Các loài
- Megalota anceps (Meyrick, 1909)
- Megalota antefracta Diakonoff, 1981
- Megalota archana Aarvik, 2004
- Megalota delphinosema (Walsingham, 1914)
- Megalota fallax (Meyrick, 1909)
- Megalota geminus Diakonoff, 1973
- Megalota helicana (Meyrick, 1881)
- Megalota namibiana Aarvik, 2004
- Megalota plenana (Walker, 1863)
- Megalota purpurana Aarvik, 2004
- Megalota rhopalitis (Meyrick, 1920)
- Megalota solida Diakonoff, 1973
- Megalota submicans (Walsingham, 1897)
- Megalota uncimacula (Turner, 1925)
- Megalota vera Diakonoff, 1966